# Музей Стибберта
Музей Стибберта (итал. Il Museo Stibbert) — музей артефактов, в том числе оружия и воинских доспехов восточной и западной цивилизаций. Расположен в Италии, во Флоренции (Тоскана) на улице Фредерика Стибберта. Музей хранит более 36 000 экспонатов.

## История семьи и музея
Музей был основан Фредериком Стиббертом (1838—1906), отец которого был англичанином, а мать итальянкой. Фредерик получил образование в Англии. Чрезвычайное богатство семьи Стиббертов пришло от деда Фредерика, Джайлса Стибберта, который был главнокомандующим Британской Ост-Индской компании в Бенгалии в конце XVIII века и правил на посту губернатора в течение многих лет.
Фредерик Стибберт унаследовал земельные владения и значительные средства от деда. Обогатившись на железнодорожном строительстве на своей родине в Англии, он поселился во Флоренции, возглавив местную английскую общину почитателей итальянской культуры. Стибберт посвятил свою жизнь коллекционированию предметов, антиквариата и артефактов и превратил виллу Монтуги, ранее принадлежавшую семье Даванцати, в уникальный музей.
Когда размер коллекций превысил возможности виллы, Стибберт нанял архитектора Джузеппе Поджи, живописца Гаэтано Бьянки и скульптора Пассалью, чтобы они расширили комнаты. В 1906 году, когда Стибберт скончался, его коллекция по завещанию была передана в дар городу Флоренции и открыта для публики. Здание виллы, парк и коллекции положили начало важному фонду, который, как и другие дома-музеи, такие как Музей Хорна, Музей Бардини и Палаццо Даванцати способствовал сохранению исторической культуры Флоренции.
Фредерик Стибберт и его семья похоронены на «Евангелическом кладбище в Лаврах» (Cimitero Evangelico agli Allori) во Флоренции.

## Экспозиция музея

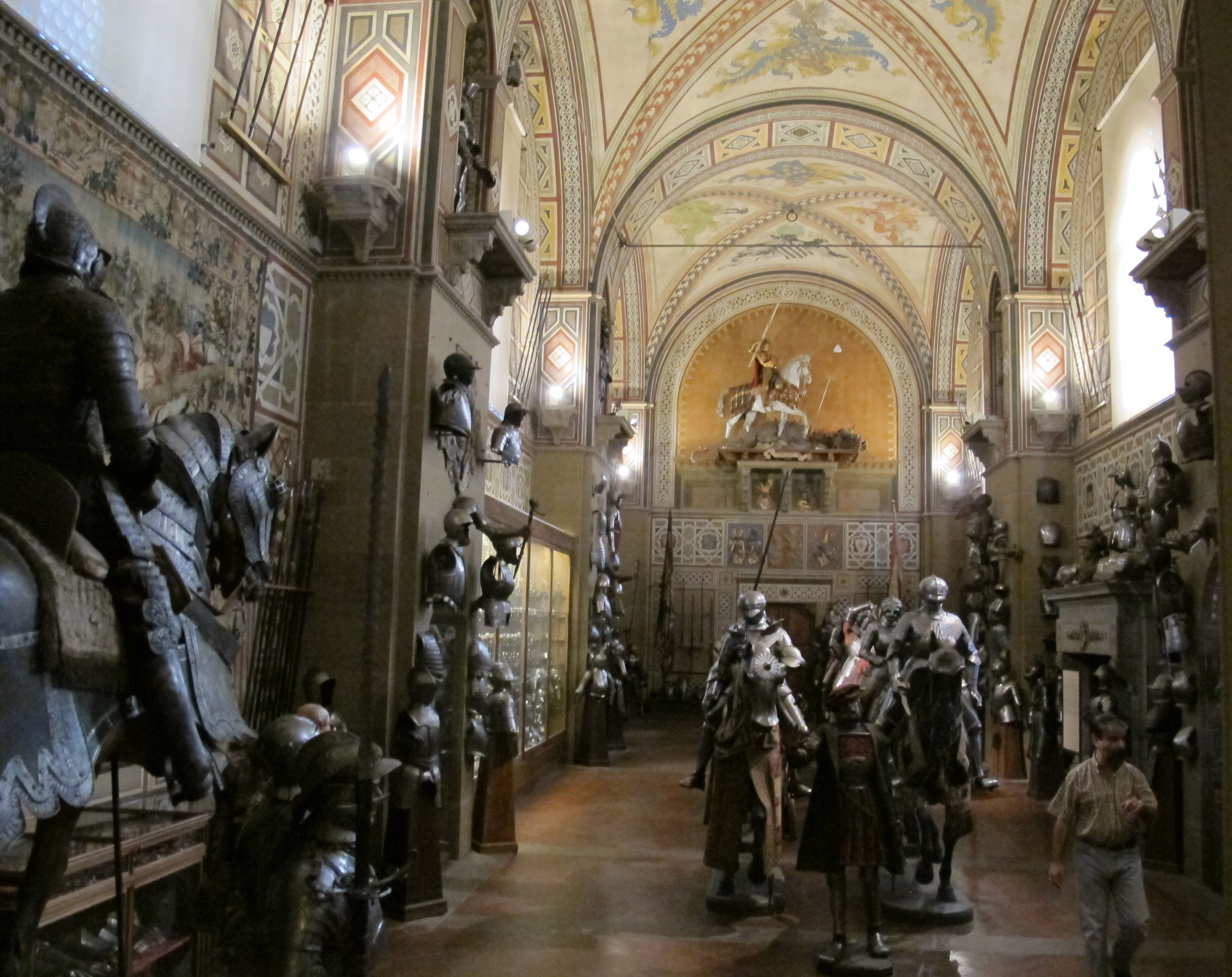
Кавалькадный зал

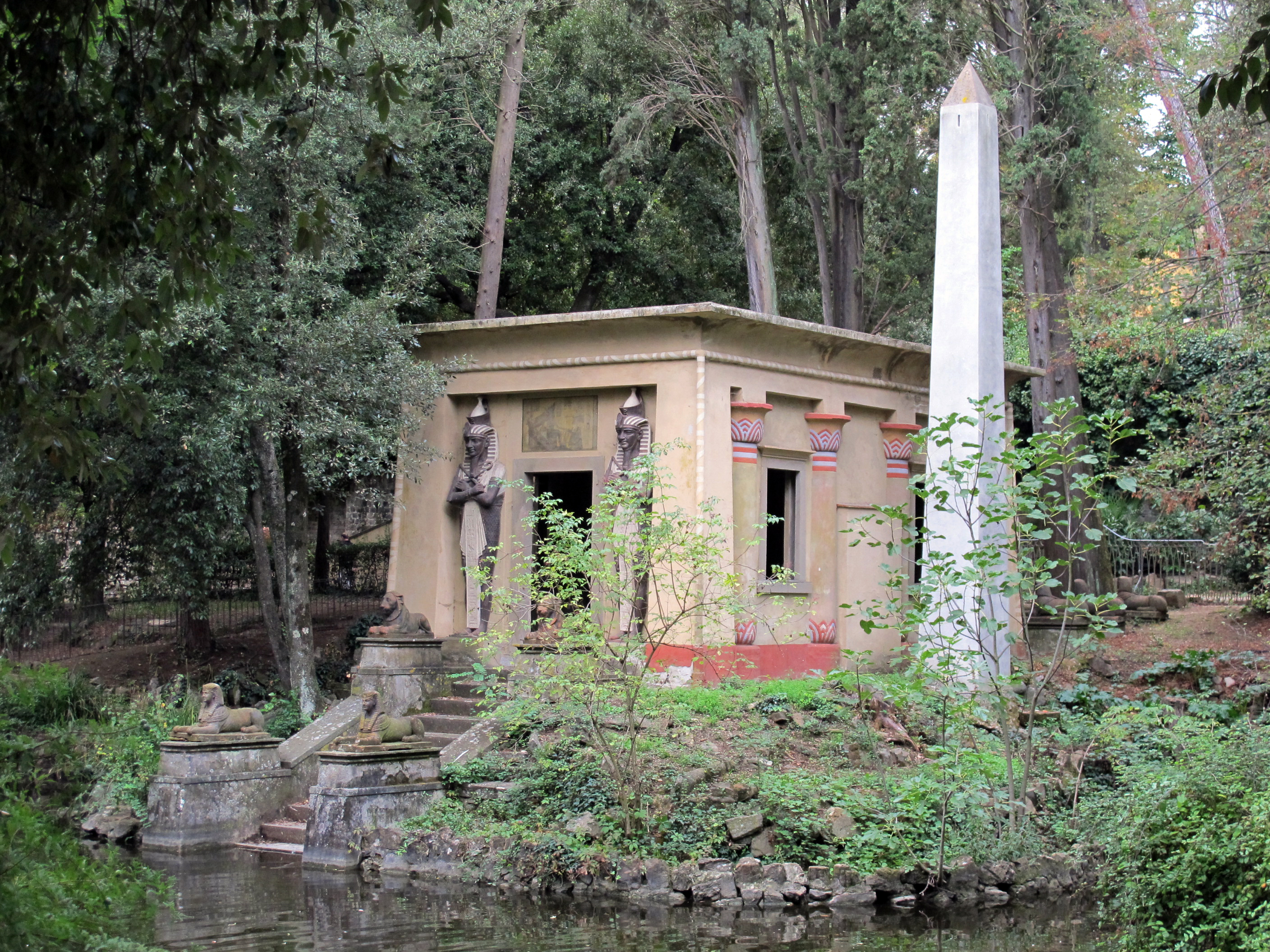
«Египетский храм» в парке

Вилла, которая когда-то была домом Стибберта, имеет пятьдесят семь комнат, в которых выставлены коллекции, собранные со всего мира. Большая часть стен покрыта кожей и шпалерами, а комнаты переполнены самыми разнообразными вещами. В каждой комнате выставлены картины, в том числе «Мадонна с Младенцем», приписываемая Сандро Боттичелли, произведения Карло Кривелли и других итальянских художников, а также живопись охотничьего жанра (личная страсть коллекционера), скульптуры, образцы уникальной мебели периода ампира, изделий из майолики и фарфора, этрусские артефакты, костюмы, включая платья венецианского карнавала вплоть до париков и пуговиц, а также гардероб маршала Мюрата и Наполеона I.
Самая обширная коллекция насчитывает около шестнадцати тысяч единиц европейского, восточного, исламского, японского оружия и доспехов XV—XIX веков. «Кавалькадный зал» (La Sala della Cavalcata) представляет собой большой зал, в центре которого помещаются макеты рыцарей XVI века верхом на лошадях и четырнадцати пеших воинов, одетых в доспехи и держащих в руках оружие. Коллекция самурайских доспехов насчитывает более восьмидесяти костюмов и сотни мечей.
«Османские воины», размещённые в зале, украшенном мавританскими орнаментами, относятся к XVI веку, а предметы из индийской коллекции — к периоду XVI—XVII веков. Здесь также хранится самая большая в мире за пределами Японии японская коллекция доспехов, принадлежавших последним самураям.
Особый интерес представляет парк виллы. Романтический оттенок придают руины «готического венецианского дворца» из белого мрамора с креной (источником воды) в центре. По парку расставлены типично флорентийские скульптуры из терракоты.
В 2013 году в музее Стибберта проходила выставка самурайских доспехов, на которой были представлены материалы и ремесленные приёмы, позволившие создать эти произведения искусства.